# 埃爾茲別塔·謝尼亞芙斯卡
艾尔兹别塔·海伦娜·谢尼亚芙斯卡（波蘭語：Elżbieta Helena Sieniawska，1669年—1729年3月21日），父家姓氏为卢博米尔斯卡，是波兰立陶宛联邦的王冠领地大盖特曼，闻名于世的艺术赞助者。她作为奥古斯特二世治世期间颇有影响力的一名女政治家，曾被深度卷入当时的大北方战争与拉科齐独立战争。由于被世人看做波兰立陶宛最有权势的女性，她获得了“波兰的无冕女王”的称号。